# Saturday Nights & Sunday Mornings
Saturday Nights & Sunday Mornings är Counting Crows femte studioalbum, utgivet 2008.

## Låtlista
Där inte annat anges är låtarna skrivna av Adam Duritz.
Saturday Nights
1. "1492" – 3:50 (producerad av Gil Norton och Steve Lillywhite)
2. "Hanging Tree" (Duritz, Dan Vickrey) – 3:50
3. "Los Angeles" (Duritz, Ryan Adams, Dave Gibbs) – 4:40
4. "Sundays" – 4:21 (producerad av Norton, Dennis Herring och David Lowery)
5. "Insignificant" (Duritz, Vickrey, Charles Gillingham, David Immerglück) – 4:14
6. "Cowboys" – 5:22

Sunday Mornings
1. "Washington Square" – 4:17
2. "On Almost Any Sunday Morning" – 2:58
3. "When I Dream of Michelangelo" (Duritz, Gillingham, Immerglück, Vickrey) – 3:10
4. "Anyone But You" (Duritz, Gillingham, Immerglück) – 5:25
5. "You Can't Count on Me" – 3:16
6. "Le Ballet D'or" (Duritz, Gillingham, Immerglück) – 5:01
7. "On a Tuesday in Amsterdam Long Ago" (Duritz, Gillingham) – 4:57
8. "Come Around" (Duritz, Vickrey) – 4:31 (producerad av Norton)

Bonuslåt på den nederländska utgåvan
1. "Wennen aan September" (akustisk; featuring Bløf)

Bonuslåt på den engelska utgåvan
1. "Baby, I'm a Big Star Now" – 5:59

Bonuslåtar i iTunes-utgåvan
1. "There Goes Everything" (Duritz, Immerglück)
2. "Come Around" (akustisk version)
3. "Sessions" (Duritz, Gillingham, Immerglück) – 4:17
4. "Sunday Morning L.A." (Duritz, Gillingham, Immerglück) – 5:48